# Národní dům (Prostějov)
Národní dům v Prostějově je secesní stavba, postavená v letech 1905–1907 podle plánů architekta Jana Kotěry jako společenský a osvětový dům s divadlem, koncertním sálem, restaurací, kavárnou a klubovnami. Od roku 2008 je na seznamu  národních kulturních památek České republiky. 

## Historie
Vedení města Prostějova uvažovalo od 90. let 19. století o stavbě společenského a kulturního centra.   K tomu, že dílo bylo dovedeno do konce, přispěl významný finanční odkaz zesnulého starosty Karla Vojáčka. V roce 1905 bylo založeno Družstvo pro postavení spolkového domu v čele s podnikatelem Františkem Kováříkem. Byl osloven architekt Jan Kotěra, který v té době působil jako profesor na Uměleckoprůmyslové škole v Praze.  V květnu 1905 předložil Kotěra první plány. Stavba byla schválena a započata v květnu 1906. Národní dům byl slavnostně otevřený veřejnosti 30. listopadu a 1. prosince 1907.
Národní dům obsahoval divadelní prostory, přednáškové sály, restauraci a kavárnu. Na výzdobě se podílela celá řada významných umělců té doby, mj. Stanislav Sucharda, Karel Petr, Bohumil Kafka, František Kysela nebo Jan Preisler. Exteriérové a interiérové kovové prvky zhotovila prostějovská firma Vulkania a Franta Anýž.
Za druhé světové války byl Národní dům necitlivě přestavěn brněnským architektem Emilem Tranquillinim, profesorem na Německé vysoké škole technické v Brně. Během této přestavby, která se týkala především interiérů divadelní části,  byla odstraněna většina ozdobných secesních prvků.  Mezi léty 1956–1969 proběhla první vlna rekonstrukce. Další rekonstrukce byly započaty v roce 1985. V roce 1995 vznikl Program záchrany kulturní památky Národního domu v Prostějově s cílem důstojně připomenout 100.  výročí jeho otevření. Postupně byly opraveny střechy a fasády, modernizováno technické zařízení objektu včetně vytápění. V roce 2002  byly na balkón divadla navráceny monumentální osvětlovací kandelábry, v roce 2005 byla otevřena secesní kavárna. Další změny proběhly v letech 2006 a 2007, kdy byly dokončeny opravy restaurace a divadla.  Stavba byla v roce 2008 vyhlášena národní kulturní památkou České republiky.
V letech 2018–2019 byl realizován projekt celkové obnovy Národního domu.  Náklady dosáhly 75 milionů Kč, z toho 59 milionů činila dotace z fondů Evropské unie.  Národní dům, jehož součástí je i Městské divadlo, získal regionální titul Památka roku 2019.
Provozovatelem Národního domu jsou Obecně prospěšná společnost Národní dům  a Městské divadlo. Ročně se zde koná 250–300 kulturních a společenských akcí.

## Popis

### Exteriér
Volně stojící objekt je situován v centru města na západní straně Vojáčkova náměstí a ulicemi Vápenice a Šerhovní. Na jižní průčelí navazuje Hlaváčkovo náměstí. Stavbu doplňuje pomník manželů Vojáčkových z roku 1910 na prostranství před východním průčelím, dnešním Vojáčkově náměstí; navrhl jej  Jan Kotěra s využitím portrétních reliéfů od Bohumila Kafky.
Stavba je tvořena hlavní budovou s divadelním a společenským křídlem, zahrádkou s letní restaurací, nádvořím, oplocením a bránami. Divadelní trakt  je jednopatrovou restaurační budovou propojen se spolkovou částí, ve které se nachází kavárna, přednáškový sál, červený, modrý a zelený salonek, spolkové místnosti pěveckých sborů a kanceláře.  Tyto tři hlavní části jsou výrazně hloubkově i výškově členěny a vybaveny různorodými architektonickými prvky. Fasády kombinují různé druhy omítek s plastickou a malířskou výzdobou podle návrhů Františka Kysely.
Stupňovitá budova divadla s vysokým trojúhelníkovým štítem mezi dvěma věžovými rizality má v přízemí trojdílný sloupový vstup se skleněnou markýzou, po stranách nesenou dvěma vysokými poloplastikami Hanáka a Hanačky. Autorem soch je Stanislav Sucharda. Mezi věžemi  nad vchodem se nachází terasa s půlkruhovým sdruženým oknem ve štítě, který vrcholí atikovým nástavcem, zdobeným stylizovaným znakem města Prostějova. Na bočních schodišťových věžích jsou nástavby, které tvoří kruhové sloupořadí zakončené bronzovým tepaným věncem. Na severním průčelí je boční vstup s předloženým schodištěm a prosklenou markýzou. Okna bočního průčelí jsou převážně obdélná.  Z této strany je dobře viditelná vyvýšená nástavba, ve které je umístěno provaziště. Ze severní a jižní strany je zdobena motivem prostějovské erbovní orlice. Ve vrcholu střechy provaziště je umístěn z plechu vymodelovaný sloup, ukončený hereckou maskou. Západní průčelí divadelního křídla, zdobené jen pásy různě strukturované omítky, zčásti se sgrafitem a měkce modelovanou atikou se obrací do parku. V prostřední části vystupuje široký rizalit s vchodem do prostoru za jevištěm. 
Jednopatrový restaurační trakt má v přízemí tři velká okna s obloukovým záklenkem. V řadě nad nimi jsou tři trojice sdružených obdélných oken, mezi kterými jsou ve fasádě  dvě velká červená sgrafita. Ozdobný sgrafitový pás je také umístěn pod okrajem střechy  po celé délce tohoto traktu.  V patře nad restaurací se nachází přednáškový sál. Ve výklenku u navazující spolkové budovy je situován boční vchod s malou terasou. Nad dveřmi je ve fasádě plošné  sgrafito. Volná plocha před restaurací je ohraničena nízkou kamennou zídkou. Venkovní osvětlení chodníku u divadelní a restaurační části zajišťují čtyři kamenné pylony se svítidly. 
Spolkové křídlo tvoří dvoupatrová budova, která  má u hlavního vchodu s valeně zaklenutým portálem  v kamenném soklu vytesaný reliéf  se jménem hlavního architekta Jana Kotěry  a datem výstavby.  Průčelí prvního a druhého patra je pětiosé, parapetní výplně oken druhého patra zdobí jemný dekor. Nároží má v přízemí výklenek obložený barevnými kachličkami, ve kterém se nachází kašna s postavou dívky Žena nad pramenem, dílo Stanislava Suchardy, pravděpodobně i ve spolupráci s bratrem Vojtěchem. Součástí výklenku  je sgrafito Františka Kysely s motivy holoubků.  Nad výklenkem je v obou patrech  pětiboký arkýř s okny. Na tuto část budovy navazuje zahradní restaurace s dřevěným pavilonem, ohraničená plotem. 

### Interiér
V místnostech převažují ploché stropy, přednáškový a divadelní sál mají valenou klenbu s dekorativním štukem. V klubovnách a saloncích jsou  malované stropy a nástěnné malby  podle návrhů Františka Kysely. Přednáškový sál je obložen dřevem.  Mramorový krb v restauraci s reliéfem Tří grácií a dva krby v saloncích divadla zhotovil  Karel Petr.  Dvě rozměrná plátna pro vestibul divadla s názvy Sen dívky a Sen jinocha namaloval Jan Preisler.  V  Zeleném salonku se dochoval i vestavěný nábytek navržený Janem Kotěrou. V průběhu obnovy Národního domu byla v letech 2018–2019 v divadelním sále instalována vitráž podle návrhu malíře Jana Jemelky. Nahradila původní dílo Františka Kysely, které bylo zničeno  nacisty při přestavbě za druhé světové války.

## Galerie

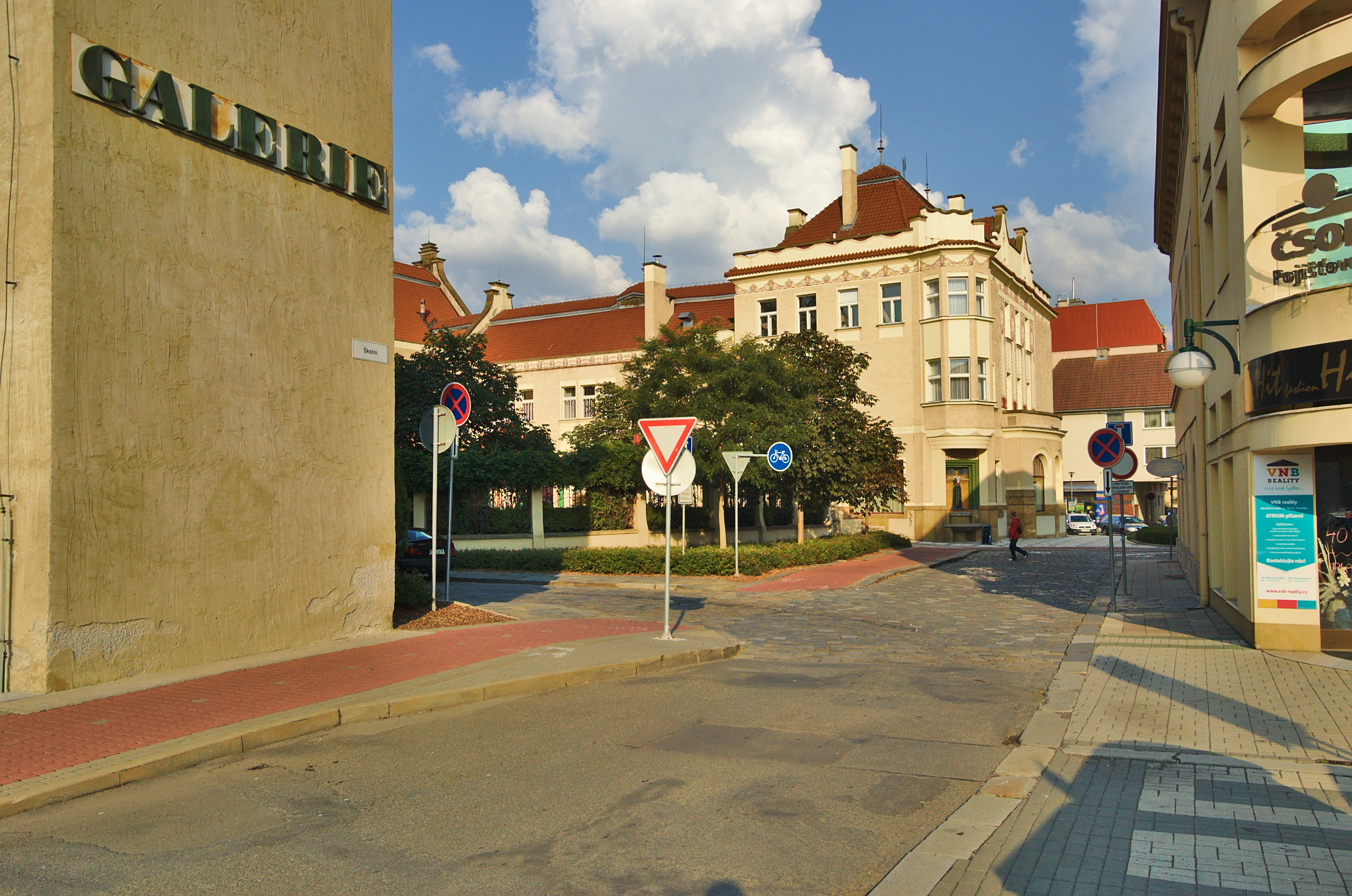
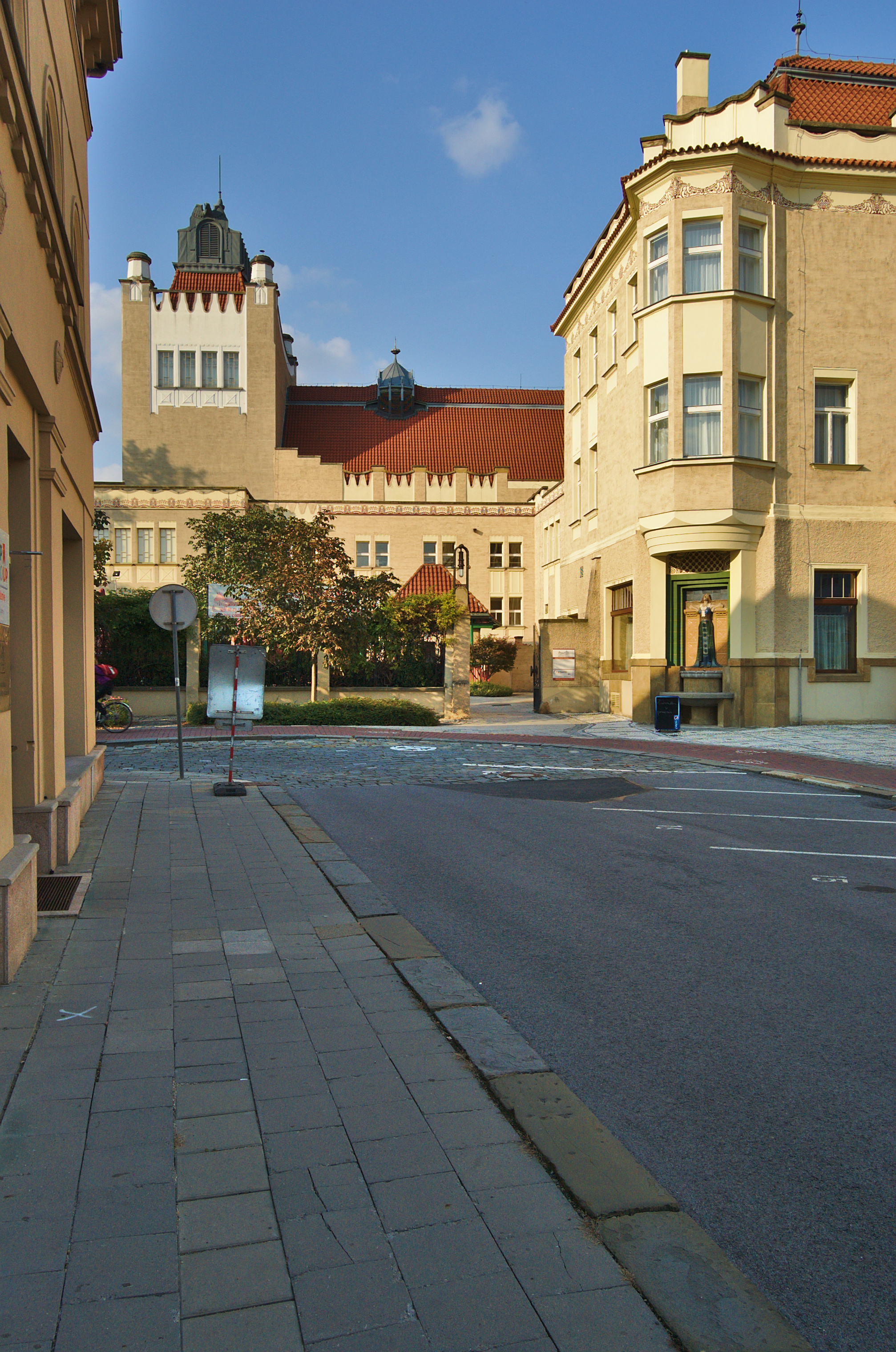
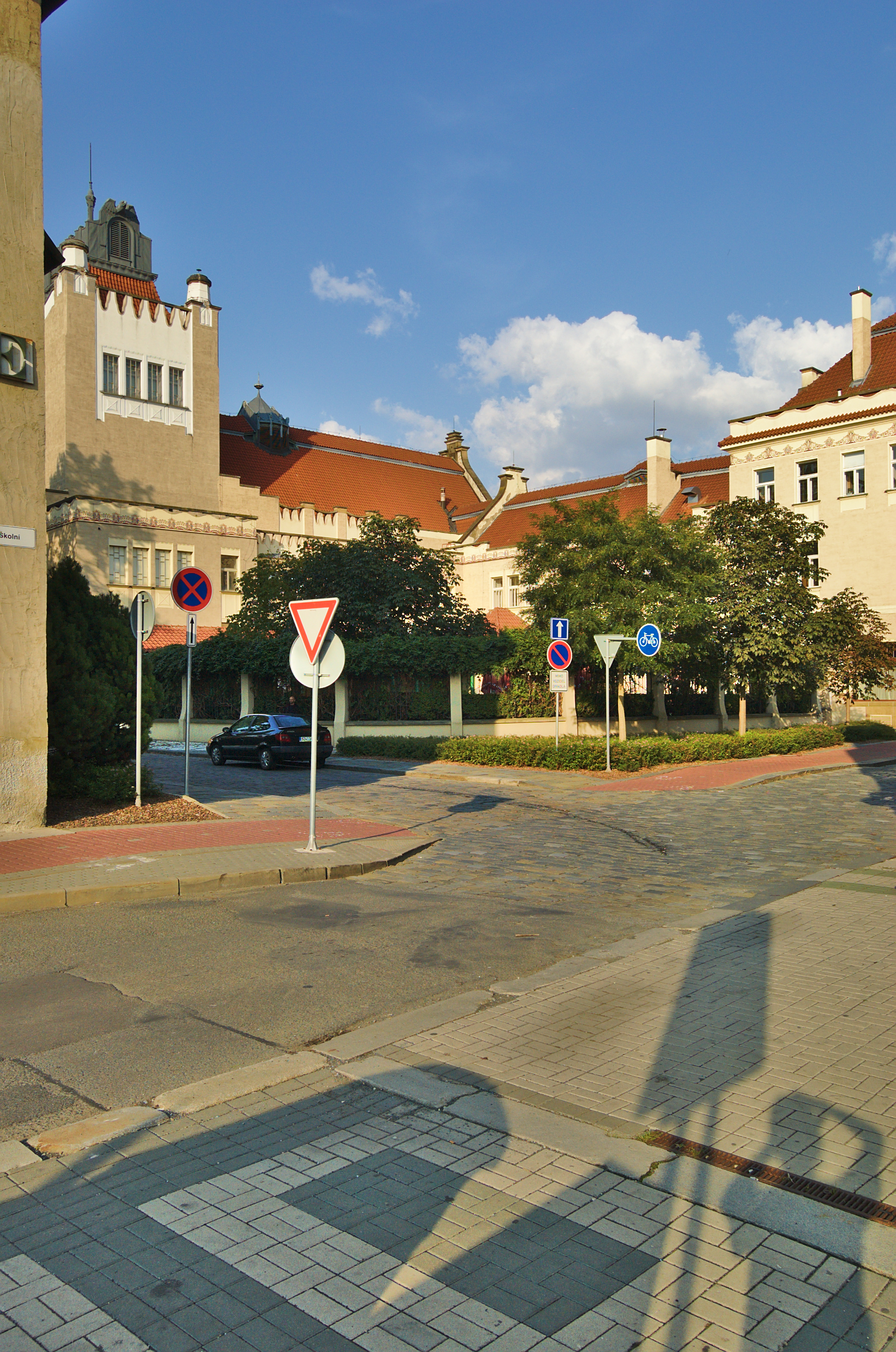
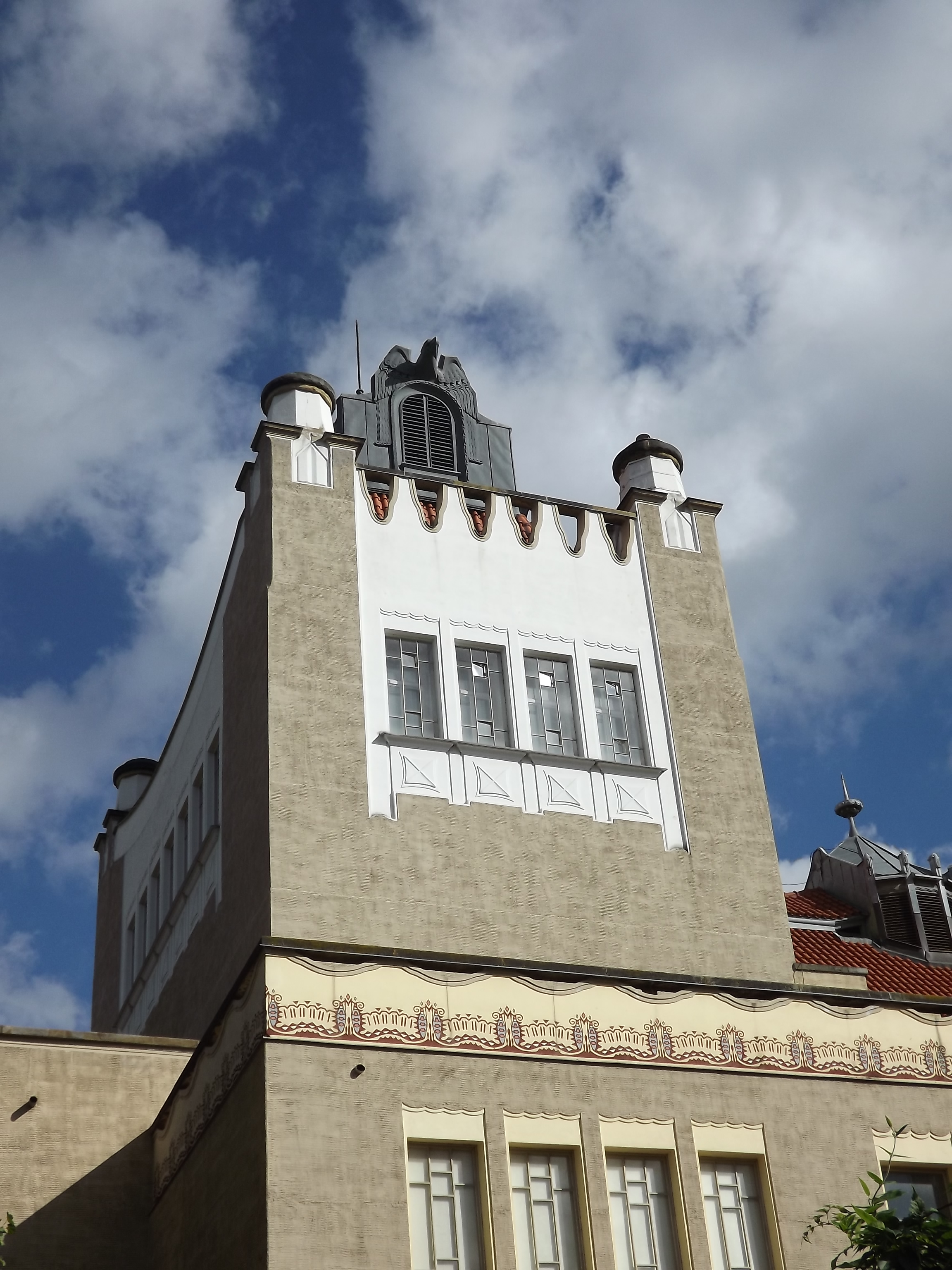
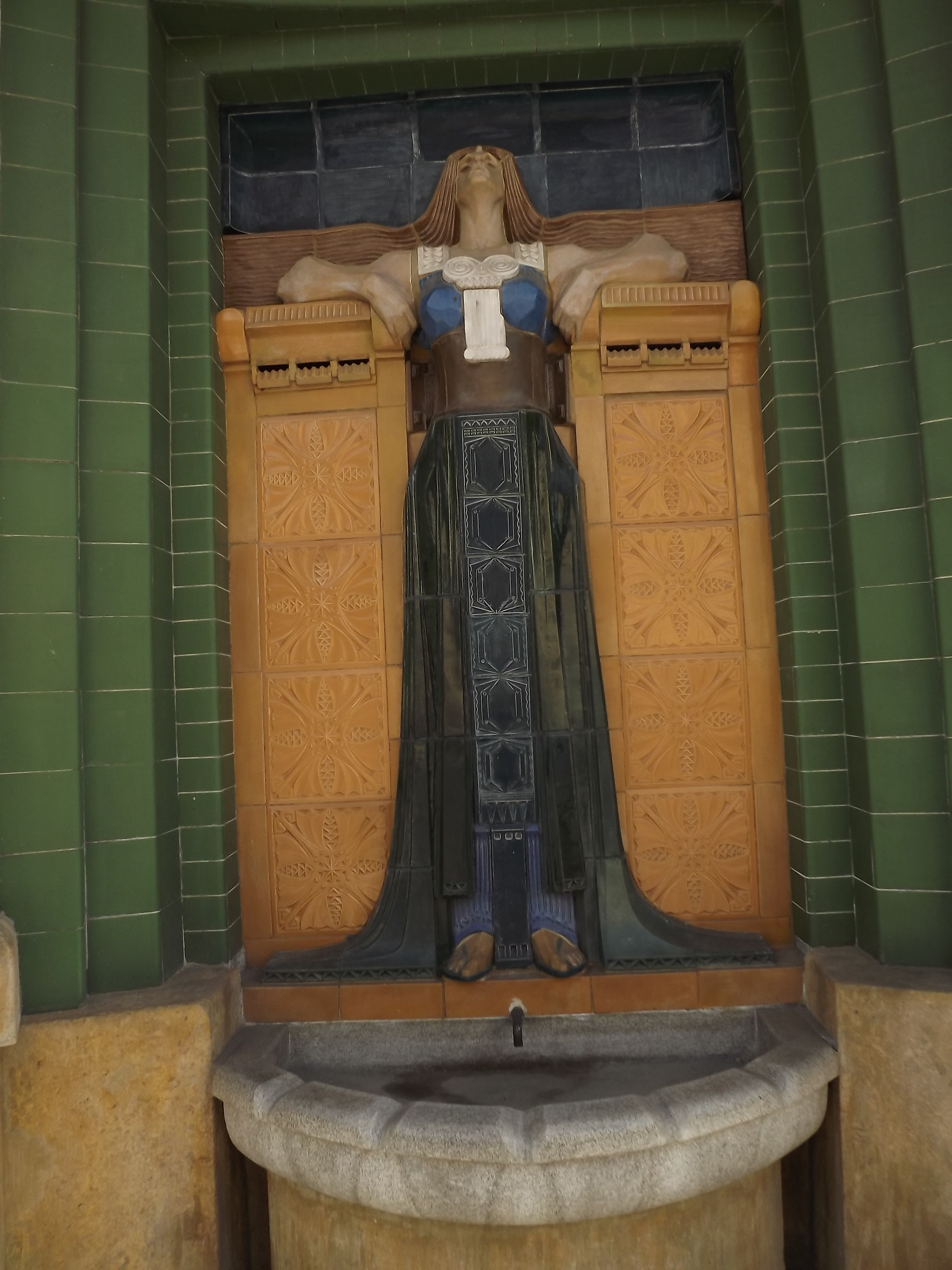
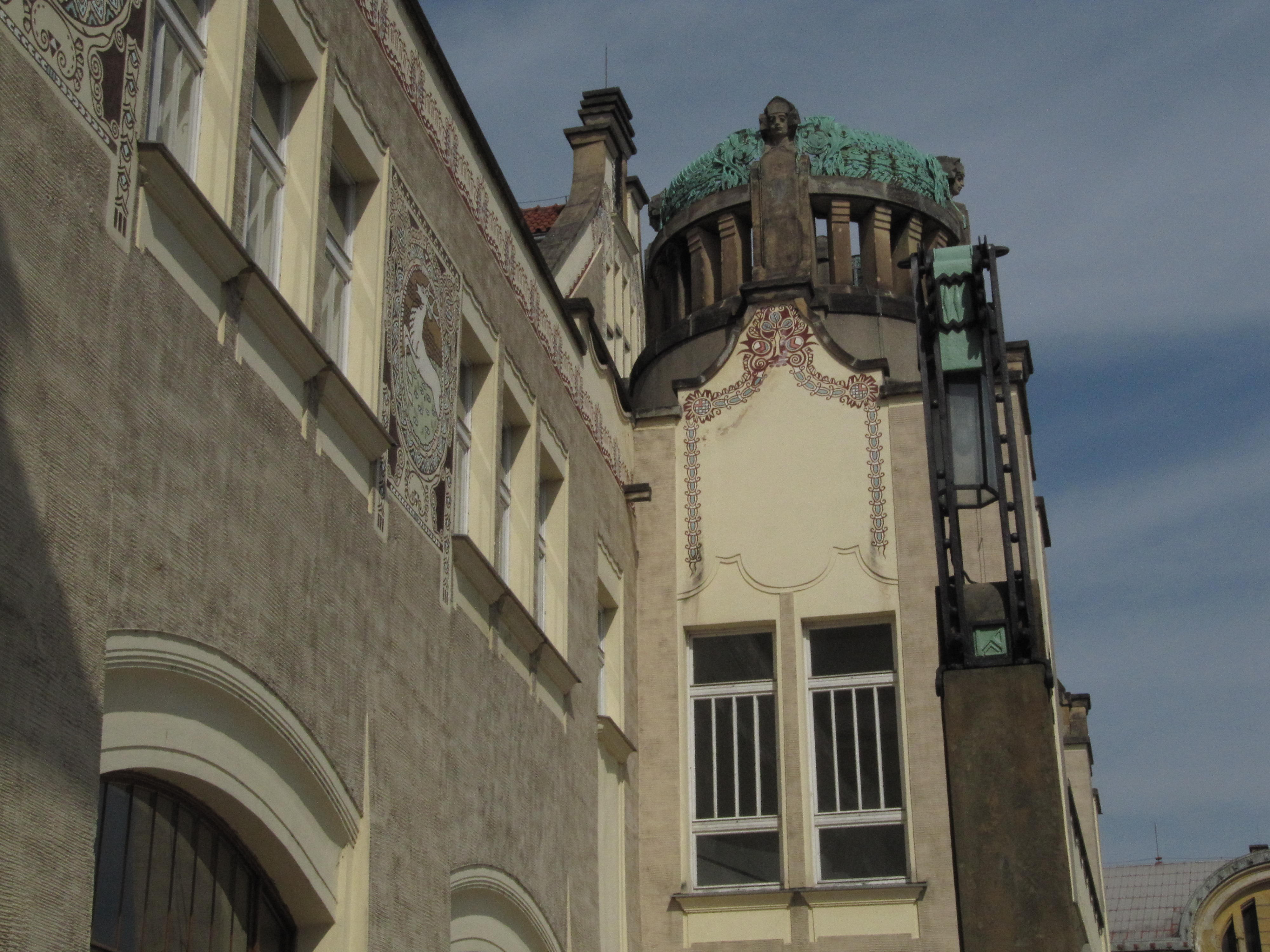